# TVR Tuscan
La TVR Tuscan è un'auto a motore anteriore, costruita dalla TVR dal 1967 al 1971 nello stabilimento di Blackpool, Regno Unito. La Tuscan è la seconda auto costruita dalla TVR durante l'era di Martin Lilley a capo della casa automobilistica. Venne costruita in due versioni equipaggiate con motore V8 e V6; durante gli anni di produzione furono costruiti un totale di 174 esemplari.

## Le versioni

### V8
La versione V8 è rimasta in produzione dal 1967 al 1970 e ne sono stati venduti 73 esemplari. Era equipaggiato con un motore da 4727 cm³ di produzione Ford simile a quello delle prime Mustang. Disponeva di 271 cv che le permettevano di raggiungere i 250 km/h.

### V6
Nel 1969, la TVR rilasciò la versione V6 della Tuscan, con motore Ford Essex da 2994 cm³ proveniente dalla divisione britannica della Ford (usato anche per la Ford Zodiac e la Ford Capri. Il V6 produceva 136cv e raggiungeva i 200 km/h. Dopo aver venduto 101 esemplari fu sostituita dalla TVR Vixen nel 1971.